# Райхан
«Райхан» — радянський драматичний художній фільм 1940 року, знятий режисерами Моїсеєм Левіним і Сергієм Бартєнєвим на кіностудії «Ленфільм».

## Сюжет
Про розкріпачення казахських жінок при Радянській владі. Жовтнева революція звільнила казахський народ від гніту феодалів. Але в глухих горах ще тримається байська влада. В районі Бала-Шакпак господарює бай Жаксен. В рахунок погашення боргу він вирішує взяти в дружини дочку бідної вдови, Райхан. Першої ж шлюбної ночі дочка дівчина біжить від ненависного їй бая. За допомогою російського комуніста Андрія вона їде в місто вчитися. Минають роки… Райхан повертається в рідний аул зоотехніком. З великими труднощами вдається дівчині переконати табунників слідувати новим методом вирощування кінського молодняку. Поступово міцніє авторитет Райхан. Тим часом в аулі знову з'являється бай Жаксен, який втік з ув'язнення. Він підпалює на полонинах траву, щоб злякати колгоспних коней. Під час пошуків табуна Райхан зустрічається з Жаксеном. Дівчині загрожує загибель. Однак підоспілі табунники виручають Райхан.

## У ролях
- Хадиша Букеєва — Райхан
- Серке Кожамкулов — Кеке, табунник
- Єлубай Умурзаков — бай Жаксен
- Костянтин Нассонов — Андрій, секретар райкому
- Бекен Омуркамзінов — Есим, табунник
- Жагда Огузбаєв — Болот
- Калибек Куанишбаєв — акин
- Тулеген Єсенгєльдін — Салім
- Шакен Айманов — Сарсен
- Рахія Койчубаєва — мати Райхан
- М. Султанова — подруга Райхан

## Знімальна група
- Режисери — Моїсей Левін, Сергій Бартєнєв
- Сценарист — Мухтар Ауезов
- Оператор — Хечо Назар'янц
- Композитор — Василь Веліканов
- Художник — Моїсей Левін